# جشنواره سینمایی خلیج
جشنواره سینمایی خلیج (عربی: مهرجان الخليج السينمائي) یک جشنواره فیلم است که از سال ۲۰۰۸ در دبی سالانه برگزار می‌شود. این جشنواره به عنوان بخشی از برنامه خود برای ارتقاء خلاقیت و تعالی بین فیلمسازان و فیلم‌نامه‌نویسان از دو مسابقه برخوردار است:
1. مسابقه فیلم که برای همه فیلم‌سازان در رده‌های فیلم‌های بلند، فیلم‌های کوتاه و مستند برگزار می‌شود.
2. رقابت فیلمنامه فقط برای فیلم‌های کوتاه اماراتی.